# Évangéline (Nouveau-Brunswick)
Pour les articles homonymes, voir Évangéline.
L’Évangéline est un DSL du Nouveau-Brunswick, dans le comté de Gloucester. Dans le cadre de la réforme de la gouvernance locale du 1er janvier 2023, le territoire du DSL a été réparti entre les villes de Caraquet et Shippagan.

## Toponyme

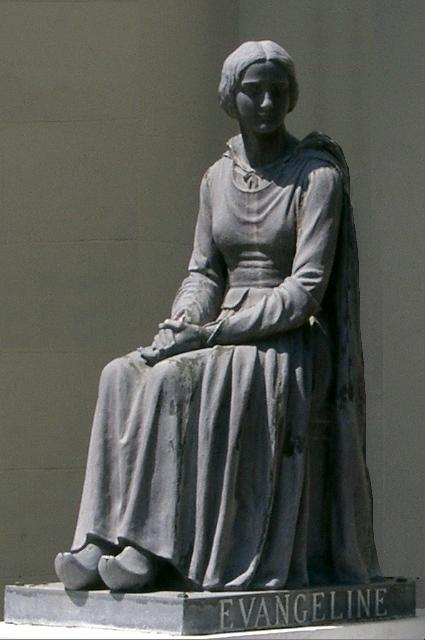
Statue d'Évangéline, à Saint-Martinville en Louisiane.

Le village est nommé ainsi en l'honneur du poème Évangéline de Henry Longfellow. L'ancien bureau de poste a quant à lui porté le nom The Waugh entre 1892 et 1900 et Waugh de 1900 à 1949. C'est le 1er septembre 1949 que la gare, et donc le village, prend le nom d'Évangéline.

## Géographie

La majeure partie d'Évangéline est visible sur cette carte topographique de Pokemouche.

### Géographie physique

#### Situation
Évangéline est situé dans la péninsule acadienne, à 80 kilomètres de route à l'est de Bathurst. Le village a une superficie de 6,84 km2.
La rivière Waugh coule au sud du village, en direction est. Elle conflue en rive gauche de la rivière Pokemouche. La rivière Pokemouche s'élargit à cet endroit pour former le lac Inkerman. À l'extrémité est du village se trouve l'anse Patricks, qui mesure près d'un kilomètre de long.
Évangéline est limitrophe de Pokemouche à l'ouest, de Village-Blanchard au nord-ouest, de Saint-Simon au nord et de la paroisse de Shippagan au nord-est. Le village d'Inkerman occupe les deux rives du lac et fait donc face à Évangéline tout en étant limitrophe du village à l'est. Le village de Landry touche également à Évangéline sur un point de la route 11.
Évangéline est généralement considérée comme faisant partie de l'Acadie.

#### Géologie
Le sous-sol d'Évangéline est composé principalement de roches sédimentaires du groupe de Pictou datant du Pennsylvanien (entre 300 et 311 millions d'années).

#### Faune et flore
Évangéline est situé dans l'écorégion des basses terres de l'est, plus précisément dans l'écodistrict de Caraquet. La longue histoire de colonisation et de perturbation de la forêt a entraîné la prédominance de l'érable rouge, le peuplier faux-tremble et le bouleau gris. Le creux des vallées et les secteurs de sols grossiers sont recouverts d'épinettes noires et de pins gris, témoins d'une fréquence élevée d'incendies. Il y a également de la pruche, du thuya occidental et du mélèze laricin poussant par endroits.
La pêche est pratiquée sur la rivière mais n'a jamais donné lieu à une activité commerciale. Le Comité de gestion environnementale de la rivière Pokemouche effectue depuis des années des travaux de protection des berges ainsi que de la sensibilisation. De plus, l'organisme projette d'introduire des truites et autres espèces de poisson dans la rivière.

### Géographie humaine

#### Transport

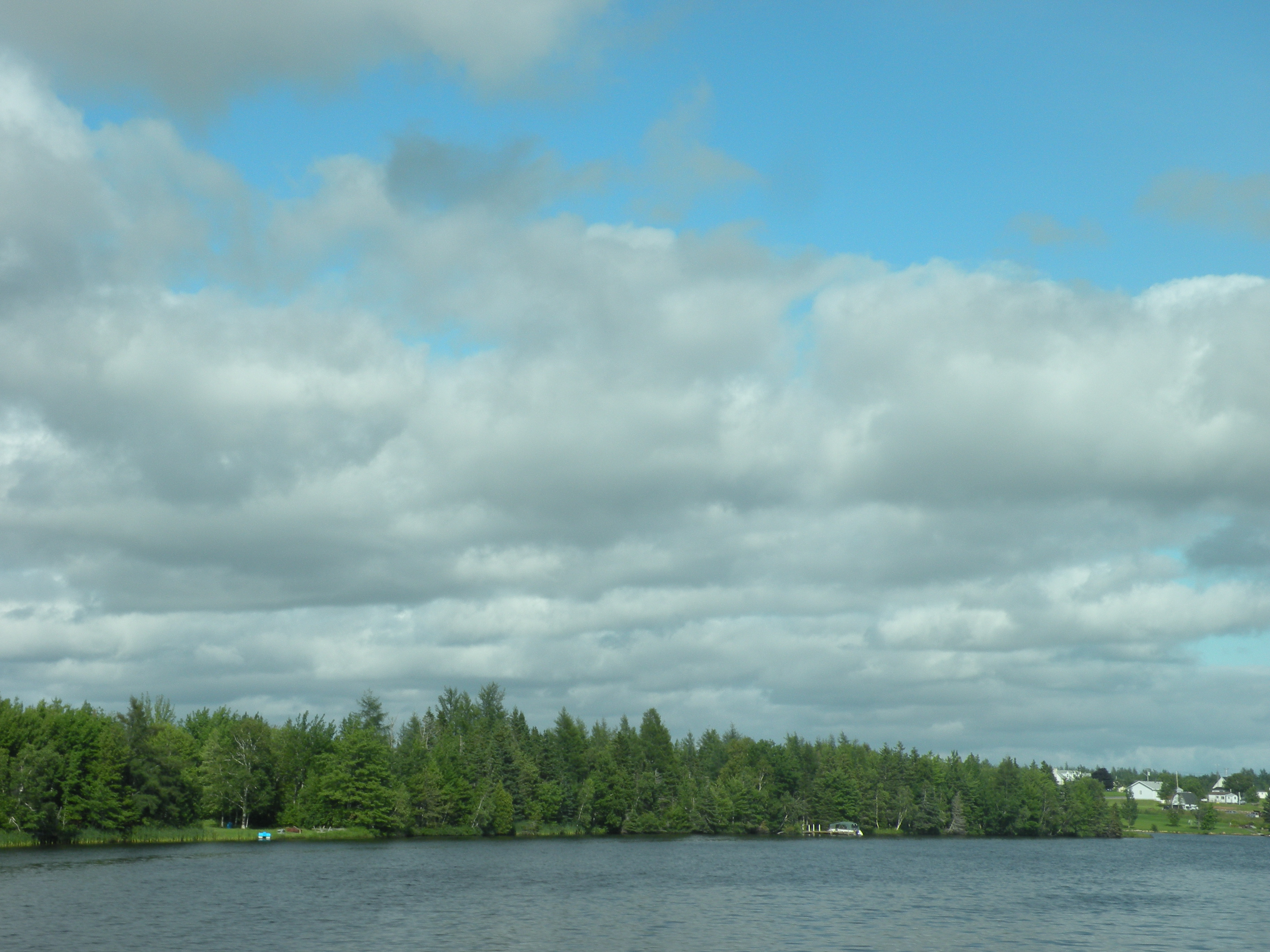
La rivière Waugh à Évangéline.

À mi-chemin entre les principales municipalités de la Péninsule, le village est situé au croisement de la route 335, qui le relie vers Caraquet et Saint-Simon, et de la route 345, qui le relie vers Inkerman et Pokemouche. La route 11 passe à l'extrémité ouest du village.
La rivière Pokemouche est navigable par de petits bateaux jusqu'à Maltempèque mais il n'y a pas de quais publics.

#### Morphologie urbaine
L'Évangéline est un village-rue, c'est-à-dire que la plupart des maisons sont situées le long de la route 345. Plus précisément, les résidences sont surtout concentrées à l'est de la rivière Waugh, jusqu'à ce que la route bifurque vers l'est. Il y a aussi des résidences sur la rive ouest de la rivière, sur la route 335 et quelques-unes sur la rue Fafard.

#### Logement
L'ensemble de la paroisse d'Inkerman comptait 1 826 logements privés en 2006, dont 1 645 occupés par des résidents habituels. Parmi ces logements, 91,5 % sont individuels, 2,1 % sont jumelés, 0,9 % sont en rangée, 0,6 % sont des appartements ou duplex et 3,6 % sont des immeubles de moins de 5 étages. Enfin, 1,5 % des logements entrent dans la catégorie autres, tels que les maisons-mobiles. 85,1 % des logements sont possédés alors que 14,1 % sont loués. 76,9 % ont été construits avant 1986 et 11,6 % ont besoin de réparations majeures. Les logements ont une valeur moyenne de 92 069 $, comparativement à 119 549 $ pour la province.

## Histoire

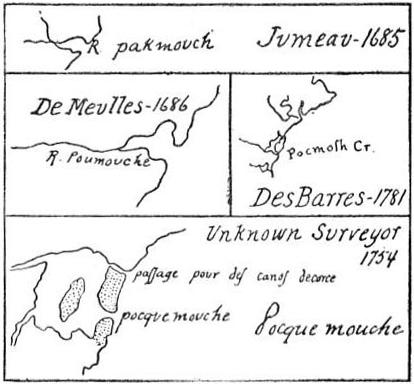
Cartes historiques de Pokemouche.

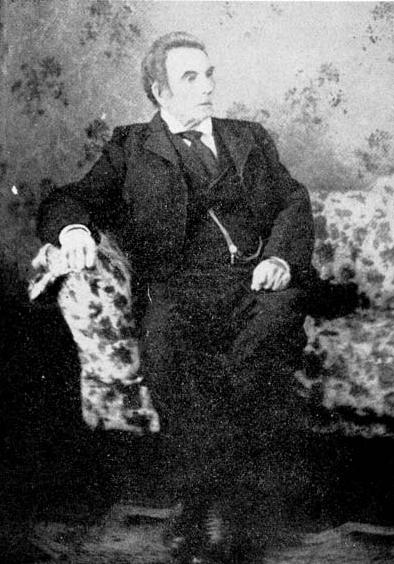
John Sewell (1800–1904), l'un des pionniers de Pokemouche en 1825.

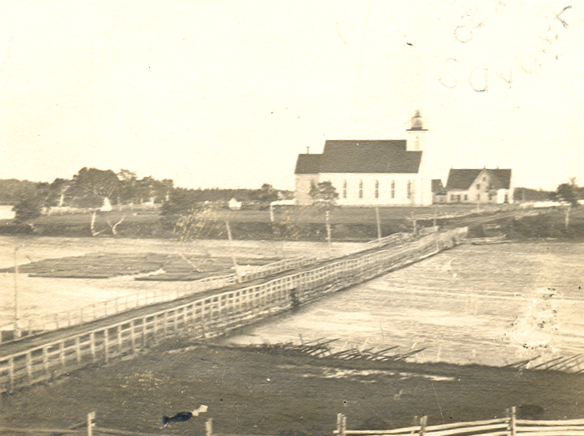
Pokemouche vers 1890.

Royaume de France (1689–1690)

 Royaume d'Angleterre (1690–1692)

 Royaume de France (1692–1763)

 Royaume de Grande-Bretagne (1763–1801)

 Royaume-Uni de Grande-Bretagne et d'Irlande (1801–1867)

### Origines
L'est du Canada est habité depuis plus de 10 000 ans par les Paléoaméricains. On ne connaît pas vraiment leur présence à l'Évangéline mais des traces de campements ont été découvertes le long de la rivière.
Les Micmacs sont arrivés dans la région il y a environ 3 000 ans, en provenance de l'ouest du Canada. Leur principal village était situé au site actuel de l'église d'Inkerman mais ils possédaient aussi des campements à l'Évangéline, à la pointe Rivers dans le centre de Pokemouche, à l'île Walshs, sur la rive gauche de la rivière en face de cette île ainsi que probablement d'autres. L'Évangéline est en fait un lieu de portage reliant la baie Saint-Simon au nord et à la baie de Tracadie au sud. Le village est situé à la frontière des districts de Gespegeoag et de Sigenigteoag.
Il n'y a aucune preuve de l'établissement d'européens à l'Évangéline durant l'ère des grandes explorations mais leur présence est vraisemblable. En 1689, le Français Michel Degrez reçut une seigneurie occupant une lieue du littoral et s'allongeant sur une lieue dans la vallée de la rivière. Il vivait possiblement avec les Micmacs et après quelques années sur les lieux, le seigneur Degrez s'en alla à Boston. Il devait 200 livres à Philippe Hesnault, seigneur de Nipisiguit. Sans doute pour ces raisons, le Conseil souverain donna, le 17 août 1693, le fief de Degrez à Hesnault, lui ajoutant trois lieues de profondeur dans la vallée. Hesnault ne s'établit pas sur les lieux et d'autres marchands en profitent pour chasser sur ses terres. Il porte plainte au Conseil et obtient gain de cause le 30 août 1705 contre le directeur général de la Compagnie de Mont-Louis, Jean de Clarmont. On ne sait pas avec précision ce qui est arrivé au fief de Pokemouche après la mort d'Hesnault.
En 1755, le fort Beauséjour capitula devant les Britanniques. Ceux-ci commencèrent alors la déportation des Acadiens. Il est probable que des Acadiens se soient réfugiés à Pokemouche mais l'on sait que quelques centaines d'entre eux s'établirent un peu plus au nord, au bord de la baie des Chaleurs, dans des établissements comme Petite-Rochelle, Nipisiguit et Caraquet, ainsi qu'au sud, à Néguac. Vers 1760, Pokemouche signa un traité avec les Britanniques, que ces derniers n'ont apparemment pas respecté. En 1761, le chef de Pokemouche, Étienne Echbock, guida le raid de Roderick MacKenzie contre les communautés acadiennes de la baie des Chaleurs. Le marchand britannique Gamaliel Smethurst, abandonné par son capitaine lors du raid à Nipisiguit, passa par l'Évangéline pour rejoindre le fort Beauséjour. Echbock le retint prisonnier, l'accusant d'avoir organisé le raid, mais le libéra le lendemain.
Durant la guerre d'indépendance américaine, plusieurs Micmacs s'attaquèrent à des navires britanniques. En juillet 1779, à la suite d'une bataille dans la rivière Miramichi, le Viper en captura une douzaine qui furent emprisonnés à Québec. Le chef John Julien de Miramichi signa un traité de paix le 22 septembre 1779 avec Michael Francklin au nom des Micmacs de Miramichi, de Pokemouche et de la Ristigouche.

### XIXesiècle
Isidore Robichaux, frère de Jean-Baptiste Robichaux, et sa famille furent les premiers acadiens à s'établir dans la région, à l'en-bas-de-Pokemouche (Inkerman), en 1797. Ils venaient vraisemblablement dans le secteur depuis quelques années pour chasser et pêcher. L'en-bas-de-Pokemouche fut colonisé par un nombre impressionnant de familles acadiennes comparativement à Caraquet ou Shippagan. L'Irlandais Michael Finn fut le premier anglophone à s'établir dans la vallée, en 1800.

### XXIesiècle
Évangéline est l'une des localités organisatrices du IVe Congrès mondial acadien, en 2009.

## Démographie
(juillet 2016).
Pour l'ensemble de la paroisse d'Inkerman, l'âge médian est de 44,6 ans, comparativement à 41,5 pour la province. 87,8 % de la population est âgée de plus de 15 ans, comparativement à 83,8 % pour la province. Les femmes représentent 50,4 % de la population, comparativement à 51,3 % pour la province. Chez les plus de 15 ans, 43,6 % sont célibataires, 38,5 % sont mariés, 5,9 % sont séparés, 4,8 % sont divorcés et 7,2 % sont veufs,.
Les autochtones représentent 1,9 % de la population et 0,5 % des habitants font partie d'une minorité visible. Les immigrants représentent 0,6 % de la population, la totalité des habitants sont citoyens du Canada et 98,5 % sont issus de familles établies au Canada depuis trois générations ou plus.
La langue maternelle est le français chez 94,6 % des habitants, l'anglais chez 3,6 %, les deux langues chez 0,7 % et 1,1 % sont allophones. 33,6 % de la population peut communiquer dans les deux langues officielles, 65,4 % sont unilingues francophones et 0,5 % sont unilingues anglophones. Le français est parlé à la maison par 95,6 % des gens, l'anglais par 2,9 %, les deux langues par 0,6 % et une langue non officielle par 0,7 %. Le français est la langue de travail de 91,5 % des employés, l'anglais de 6,0 % et 2,2 % des employés utilisent les deux langues.
29,5 % des habitants âgés de plus de 15 ans possèdent un certificat, diplôme ou grade post-secondaire, comparativement à 44,6 % pour la province.

## Administration

### Comité consultatif
En tant que district de services locaux, Évangéline est administré directement par le Ministère des Gouvernements locaux du Nouveau-Brunswick, secondé par un comité consultatif élu composé de cinq membres dont un président.

### Commission de services régionaux
Évangéline fait partie de la Région 4, une commission de services régionaux (CSR) devant commencer officiellement ses activités le 1er janvier 2013. Contrairement aux municipalités, les DSL sont représentés au conseil par un nombre de représentants proportionnel à leur population et leur assiette fiscale. Ces représentants sont élus par les présidents des DSL mais sont nommés par le gouvernement s'il n'y a pas assez de présidents en fonction. Les services obligatoirement offerts par les CSR sont l'aménagement régional, l'aménagement local dans le cas des DSL, la gestion des déchets solides, la planification des mesures d'urgence ainsi que la collaboration en matière de services de police, la planification et le partage des coûts des infrastructures régionales de sport, de loisirs et de culture ; d'autres services pourraient s'ajouter à cette liste.

### Fusion à venir
Le DSL doit être fusionnée à Caraquet avec plusieurs autres localités (Bas-Caraquet, Landry, Pokemouche, Pokesudie, Saint-Simon et Village-Blanchard) d'ici janvier 2023, à la suite de la présentation du Livre blanc de la réforme municipale, en novembre 2021. Cette nouvelle entité comprendra une population estimée à 7893 habitants, et une assiette fiscale de 592 732 262$.

### Représentation
Nouveau-Brunswick : Évangéline fait partie de la circonscription de Centre-Péninsule—Saint-Sauveur, qui est représentée à l'Assemblée législative du Nouveau-Brunswick par Denis Landry, du Parti libéral. Il fut élu en 2003 puis réélu en 2008 et en 2010.
 Canada : Évangéline fait partie de la circonscription fédérale d'Acadie-Bathurst. Cette circonscription est représentée à la Chambre des communes du Canada par Yvon Godin, du NPD. Il fut élu lors de l'élection de 1997 contre le député sortant Doug Young, en raison du mécontentement provoqué par une réforme du régime d’assurance-emploi.

## Économie
L'économie de l'Évangéline est basée sur l'exploitation de la tourbe, l'agriculture et les services. Entreprise Péninsule, un organisme basé à Tracadie-Sheila faisant partie du réseau Entreprise, a la responsabilité du développement économique de la région.
Pour l'ensemble de la paroisse d'Inkerman, chez les habitants âgés de plus de 15 ans, le taux d'activité est de 55,9 %, le taux d'emploi est de 48 % et le taux de chômage est de 14,1 %. À titre de comparaison, ceux de la province sont respectivement de 63,7 %, 57,3 % et 10 %.
Parmi ces emplois, on en dénombre 14,6 % dans l'agriculture (6,9 % au provincial), 11,1 % dans la construction (6,7 % au provincial), 15,7 % dans la fabrication (10,8 % au provincial), 2,5 % dans le commerce de gros (3,6 % au provincial), 11,4 % dans le commerce au détail (11,9 % au provincial), 3,8 % dans les finances et l'immobilier (4,2 % au provincial), 11,1 % dans la santé et les services sociaux (11,4 % au provincial), 6,3 % dans l'enseignement (6,5 % au provincial), 7,1 % dans les services de commerce (16,9 % au provincial) et 15,9 % dans les autres services (21,1 % au provincial).
Parmi la population active occupée, 6,9 % travaillent à domicile, aucun travaillent ailleurs dans le monde, 15,5 % sont sans lieu de travail fixe et 77,3 % ont un lieu de travail fixe. Parmi les travailleurs ayant un lieu de travail fixe, 18,9 % travaillent dans la Paroisse d'Inkerman, 54,3 % travaillent ailleurs dans le comté, 2,6 % travaillent ailleurs dans la province et 1,4 % travaillent dans une autre province.

## Infrastructures et services

### Éducation
Les élèves francophones bénéficient d'écoles à Pokemouche et à Shippagan. La ville de Shippagan possède également le CCNB-Péninsule acadienne et un campus de l'Université de Moncton.
Les anglophones bénéficient d'une école à Brantville accueillant les élèves de la maternelle à la huitième année. Ils doivent ensuite poursuivre leurs études à Miramichi. Les établissements d'enseignement supérieurs anglophones les plus proches sont à Fredericton ou Miramichi.
Il y a une bibliothèque publique à Shippagan. Le bibliobus du Nord fait toutefois un arrêt à Pokemouche.

### Autres services publics
Le village dispose du Club d'Âge d'Or Pokemouche–Évangéline. Le détachement de la Gendarmerie royale du Canada le plus proche est situé à Shippagan. Le poste d'Ambulance Nouveau-Brunswick le plus proche est aussi à Shippagan tandis l'hôpital de l'Enfant-Jésus de Caraquet est le plus proche. Le bureau de poste le plus proche est quant à lui à Inkerman.
Existant depuis le 20 juillet 1995, la Commission de gestion des déchets solides de la Péninsule acadienne (COGEDES) a son siège-social à Caraquet. Les déchets sont transférés au centre de transbordement de Tracadie-Sheila et les matières non recyclables sont ensuite enfouies à Allardville.
Les francophones bénéficient du quotidien L'Acadie nouvelle, publié à Caraquet, ainsi que de l'hebdomadaire L'Étoile, de Dieppe. Les anglophones bénéficient quant à eux du quotidien Telegraph-Journal, publié à Saint-Jean.